# Maarten Schops
Maarten Schops (* 3. April 1976 in Leuven) ist ein ehemaliger belgischer Fußballspieler und heutiger -trainer.

## Karriere

### Als Spieler
Schops spielte nach seiner Ausbildung, die er in seiner belgischen Heimat absolviert hatte, ab Sommer 1996 in den Niederlanden. Für Roda JC Kerkrade, die RKC Waalwijk, die RBC Roosendaal sowie die PEC Zwolle kam der Mittelfeldspieler auf 140 Partien in der Eredivisie, in denen ihm elf Tore sowie sechs Assists gelangen. 
Im Alter von 29 Jahren ging der Belgier nach Deutschland und spielte fortan niederklassig für den BV Cloppenburg, den BSV Rehden und den TuS Sulingen. Er absolvierte 264 Spiele, den Großteil davon in viertklassigen Ligen, und erzielte 16 Tore für seine Vereine. In seiner letzten Spielzeit für den BSV Cloppenburg führte er dessen erste Mannschaft als Kapitän an. Seine letzten beiden Jahre stand Schops in der sechstklassigen Landesliga Hannover beim TuS Sulingen unter Vertrag, wo er im Juli 2015 seine aktive Karriere beendete.

### Als Trainer
Bereits als Spieler hatte Schops in Rehden und Sulingen Erfahrungen an der Seitenlinie gesammelt. Direkt im Anschluss an sein Karriereende übernahm er von Walter Brinkmann die erste Mannschaft des TuS Sulingen als Cheftrainer. Zur Saison 2017/18 gelang als Landesligameister der Aufstieg in die fünftklassige Oberliga Niedersachsen, wo jedoch die Klasse nicht gehalten werden konnte. Im Sommer 2019 beendete Schops sein Engagement in Sulingen.
Anfang 2020 kehrte Schops nach Rehden zurück; beim Regionalligisten trat er die Nachfolge von Heiner Backhaus, der zur SG Sonnenhof Großaspach gewechselt war, an. Nach drei Ligaspielen unter seiner Betreuung wurde die Regionalliga-Saison jedoch aufgrund der COVID-19-Pandemie abgebrochen. Im Sommer 2020 verzichtete Schops auf eine Verlängerung seines auslaufenden Vertrags.